# 北柴胡
北柴胡（学名：Bupleurum chinense）是伞形科柴胡属的植物。

## 形态
多年生草本，有肥厚的根；茎直立；倒披针形或广线状披针形单叶；秋季开黄色小花，复伞形花序；椭圆形双悬果。

## 分布
分布在中国大陆的东北、华东、西北、华中、华北等地，生长于海拔300米至2,900米的地区，常生长在岸旁、向阳山坡路边及草丛中，有人工栽培作药用。

## 药用
中医上以根入药，性微寒、味苦，功能解表退热、疏肝解郁，主治寒热往来、胸胁胀闷、疟疾、月经不调等症。

## 别名
竹叶柴胡（《植物名实图考》）、硬苗柴胡（东北药用植物图志）、韭叶柴胡（安徽）

## 异名
- Bupleurum chinense DC. f. chiliosciadium (Wolff) Shan et Y. Li
- Bupleurum chinense DC. f. octoradiatum (Bunge) Shan et Sheh
- Bupleurum chinense DC. f. pekinense (Franch. ex Forb. et Hemsl.) Shan et Li
- Bupleurum chinense DC. f. vanheurckii (Muell.-Arg.) Shan et Li
- Bupleurum chinense DC. var. komarovianum (Lincz.) Liou te Huang